# Niederranna (Gemeinden Hofkirchen, Pfarrkirchen)
Niederranna ist ein Dorf am Donaustrand des oberen Mühlviertels in Oberösterreich. Das ehemalige Fischerdorf ist Ortschaft der Gemeinde Hofkirchen im Mühlkreis, eine dazugehörende Ortslage ist Ortschaft von Pfarrkirchen im Mühlkreis, beide im Bezirk Rohrbach. Der Ort hat eine wichtige Donaubrücke.

## Geographie
Der Ort befindet sich etwa 25 Kilometer donauabwärts von Passau, 19 Kilometer südwestlich von Rohrbach, 2½ Kilometer südwestlich von Hofkirchen und 4 von Pfarrkirchen.
Das Dorf Niederranna liegt auf um die 290 m ü. A. Höhe am Schwemmland des linken Donauufers, im oberen Donau-Durchbruchstal Oberösterreichs bei Stromkilometer 2195, ca. 8 km oberhalb der Schlögener Schlinge. Die Gegend gehört zur Raumeinheit Donauschlucht und Nebentäler. In Niederranna mündet der Danglesbach in die Donau.
Die Hofkirchner Ortschaft Niederranna umfasst um die 65 Gebäude mit etwa 170 Einwohnern, dazu gehört auch die Rotte Ufer am Strand flussaufwärts, und die weiteren Streulagen. Das Dorf selbst hat etwa 50 Adressen.
Flussaufwärts von Ufer bei Rannamühl mündet die Ranna, von der der Ort seinen Namen hat.
Dort taleinwärts, unterhalb der ersten Kehre der Ebenhochstraße (L587) liegen noch einige Häuser, die schon zum Gemeindegebiet von Pfarrkirchen gehören (die ganze rechte Talseite der unteren Ranna gehört zu dieser Gemeinde), und dort eine eigenständige Ortschaft bilden. Sie sind heute aber nicht mehr dauernd bewohnt.
| Kramesau (O, Gem. Neustift i.Mkr.) Rannamühl (Gem. Neustift i.Mkr.)                      | Altenhof (O, Gem. Pfarrkirchen i.Mkr.) Falkenstein (O, Gem. Hofkirchen i.Mkr.) Leiten (Gem. Hofkirchen i.Mkr.) | Hundsfülling (O, Gem. Hofkirchen i.Mkr.)                                    |
| Ufer ∗ (Gem. Hofkirchen i.Mkr.) Donau Oberranna (O, Gem. Engelhartszell, Bez. Schärding) | Kompassrose, die auf Nachbargemeinden zeigt                                                                    | Marsbach (Gem. Hofkirchen i.Mkr.)                                           |
|                                                                                          | | Donau Kager (O) Wesenufer (O) (beide Gem. Waldkirchen a.W., Bez. Schärding) |

∗ zwischen dem Dorf und dem Pfarrkirchner Ortsteil

## Verkehr

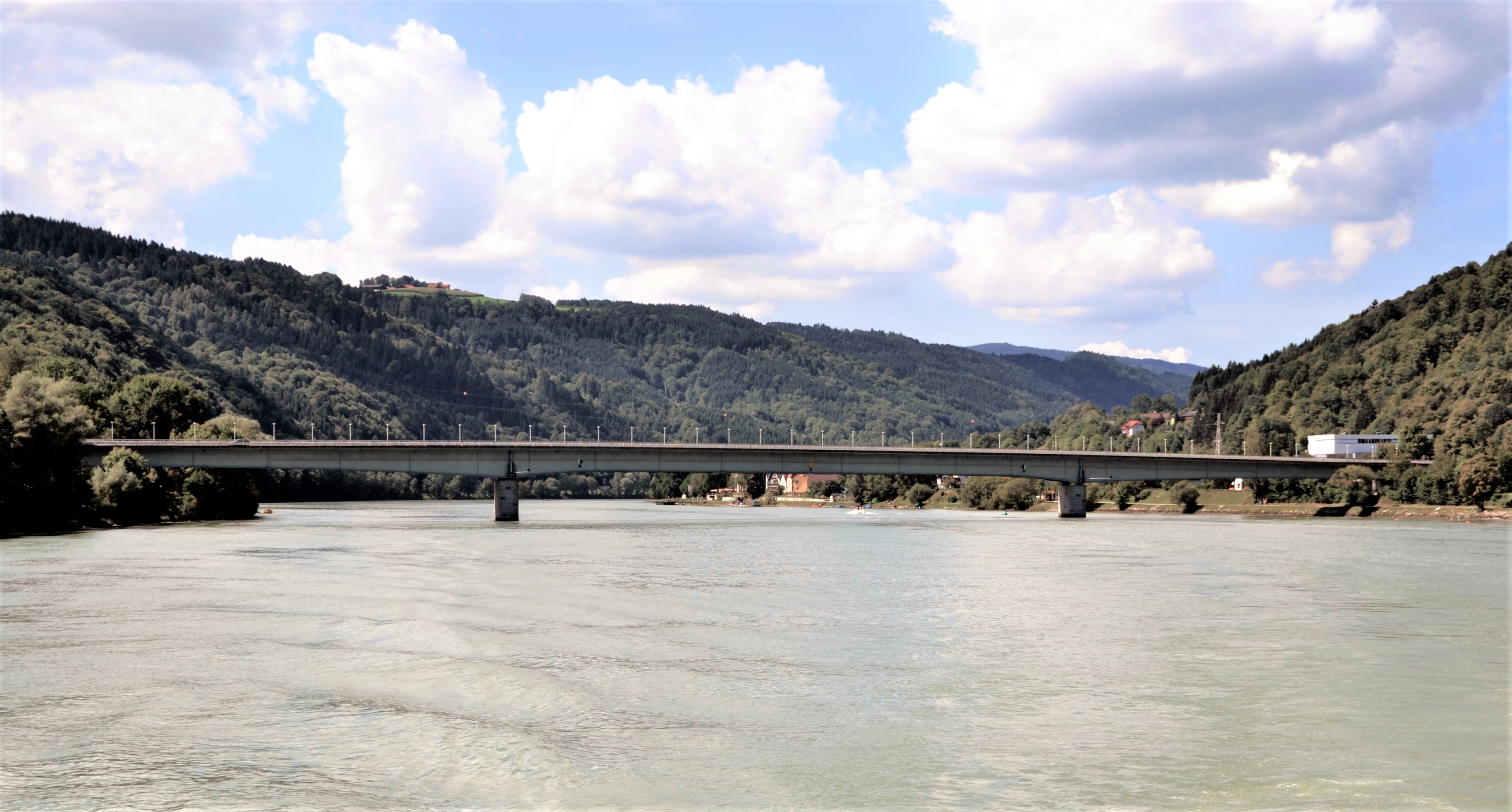
Die Donaubrücke Niederranna, flussaufwärts

Niederranna und Wesenufer sind durch einen wichtigen Donauübergang verbunden, die Straßenbrücke Niederranna. Am Südufer der Donau passiert die  B130 Nibelungenstraße Eferding – Passau. Die Brücke ist zwischen Passau und Aschach der einzige Straßenübergang, über sie erreicht man das westlichste Mühlviertel. Über die Brücke geht die L587 Ebenhochstraße von Kager durch Niederranna, und dann in Serpentinen hinauf nach Neubau und Eckleinsbach, von wo mehrere Landesstraßen weiterführen. In Niederranna selbst zweigt noch die L1541 Rannariedler Straße ab, die das Ufer entlang flussaufwärts führt, den Rannariedl hinaufsteigt und dann nach Neustift an der bayrischen Grenze geht. Donauabwärts führt von Niederranna nach Marsbach nur eine Gemeindestraße.

## Nachweise
- 41312 – Hofkirchen im Mühlkreis. Gemeindedaten der Statistik Austria
- 41327 – Pfarrkirchen im Mühlkreis. Gemeindedaten der Statistik Austria